# رجل العنزة الطاجيكية
رجل العنزة الطاجيكية (الاسم العلمي:Aegopodium tadshikorum) هو نوع من النباتات يتبع جنس رجل العنزة من الفصيلة الخيمية.